# Експедиційна війна

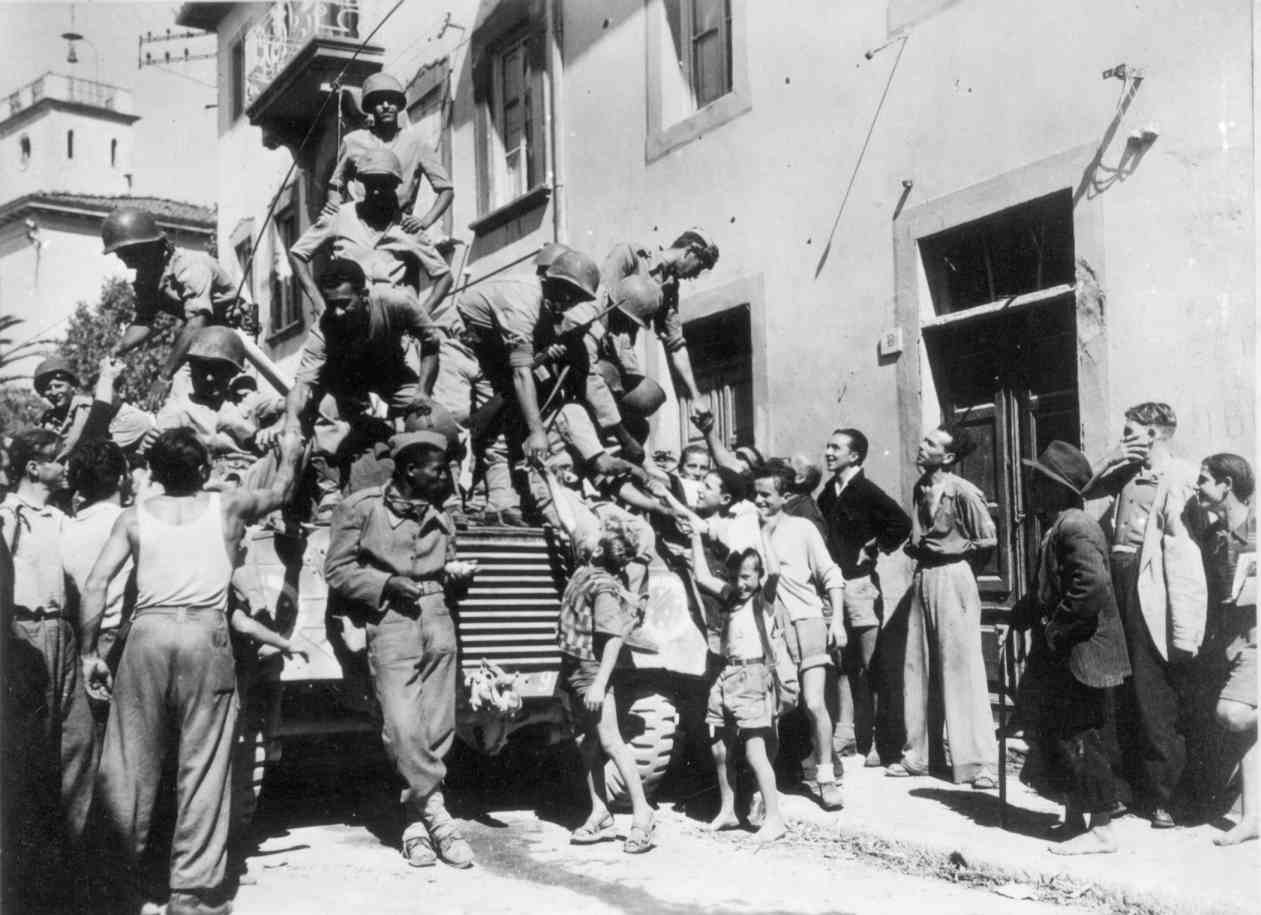
Солдати Бразильського експедиційного корпусу вітають цивільне населення у місті Массароза, Італія, вересень 1944.

Експедиційна війна пов'язана з застосуванням державами військової сили за кордоном, особливо на великій відстані від власних баз. Експедиційні сили були до певної міри попередниками сучасної концепції сил швидкого реагування. Враховуючи виклики для тилового забезпечення військ на великій відстані, експедиційні сили мають бути автономними та включати достатню кількість підрозділів забезпечення. 
Історично експедиційні сили пов'язувались насамперед з колоніальними війнами. Здатність вести експедиційну війну — визначальний чинник здатності держави до проєкції сили.

## Історія

### Стародавній світ
Найдавніші приклади експедиційної війни можна знайти в діях "народів моря" у II тисячолітті до н.е., які здійснювали морські напади на східне узбережжя Середземного моря та намагалися проникнути до Єгипту.
Александр Македонський використав експедиційні війська у своїх кампаніях проти Перської імперії, активно застосовуючи флот для транспортування військ і логістики.
Карфагеняни значно розвинули експедиційні операції, поєднуючи морські та сухопутні сили. Найвідоміший приклад — кампанія Ганнібала під час Другої пунічної війни, коли його армія з бойовими слонами перетнула Піренеї та Альпи для вторгнення на Італію.

### Середньовіччя
У середньовіччі експедиційна війна продовжувала розвиватися. Вікінги здійснювали морські набіги на території Західної Європи та навіть доходили до Константинополя. Під час Хрестових походів сформувалася концепція політичних союзів як важливого елемента військової стратегії.

### Новий час
З появою епохи вітрильного флоту та європейського колоніалізму експедиційні війни стали ключовим елементом геополітики. Французьке вторгнення в Єгипет 1798 року стало прикладом масштабної експедиційної операції.

### XIX—XX століття
Кримська війна (1853—1856) стала першою запланованою експедиційною кампанією за участю багатонаціональної коаліції. У Першій світовій війні британський експедиційний корпус у 1914 році та американські експедиційні сили в 1917 році довели ефективність такого формату військових дій.
Інші експедиційні сили під час Першої світової війни:
- Канадські експедиційні сили 1914-1920 рр.
- Перші австралійські імперські сили (Європа)
- Індійські експедиційні сили 1914-1918 рр.
- Експедиційні сили Хіджазу (Османська імперія) 1916-1919 рр.
- Південноафриканські заморські експедиційні сили 1915-1919 рр.
- Новозеландські експедиційні сили 1914-1918 рр.
- Португальські експедиційні корпуси 1917-1918 рр.

#### Друга світова війна
- Африканський корпус (нацистська Німеччина)
- Корпус"Aereo Italiano" (фашистська Італія)
- Корпус "Truppe Volontarie"
- Бразильські експедиційні сили
- Британські експедиційні сили
- Канадський корпус
- Експедиційна армія в Китаї (Імператорська Японія)
- Китайські експедиційні сили (китайська армія)
- Італійський експедиційний корпус в Росії
- Другі австралійські імператорські сили

### Сучасність
У XXI столітті концепція експедиційної війни зберігається в багатьох арміях світу. НАТО має Сили швидкого реагування, а Велика Британія використовує Об'єднані експедиційні сили. США активно застосовують морську експедиційну концепцію, що включає експедиційні ударні групи авіаносців і морську піхоту.